# Cicurina wiltoni
Espèce
Cicurina wiltoni est une espèce d'araignées aranéomorphes de la famille des Cicurinidae.

## Distribution
Cette espèce est endémique d'Alabama aux États-Unis,. Elle se rencontre dans le comté de Jefferson dans la grotte Crystal Caverns (McClunney-Alabama Caverns).

## Description
La femelle holotype mesure 5 mm et le mâle paratype 4 mm.
La femelle décrite par Paquin et Dupérré en 2009 mesure 4,68 mm.
Cette araignée est anophtalme.

## Systématique et taxinomie
Cette espèce a été décrite par Gertsch en 1992.

## Étymologie
Cette espèce est nommée en l'honneur de Wilton Ivie.

## Publication originale
- Gertsch, 1992 : « Distribution patterns and speciation in North American cave spiders with a list of the troglobites and revision of the cicurinas of the subgenus Cicurella. » Texas Memorial Museum Speleological Monograph, no 3, p. 75-122.